# 车前叶报春
车前叶报春（学名：Primula sinoplantaginea）为报春花科报春花属的种。

## 扩展阅读
維基物種上的相關：车前叶报春